# 馮雲祥
馮雲祥，贵州畢節人，清朝政治人物。同進士出身。
道光六年（1826年）丙戌科進士，三甲一百七名，官雲南歸安縣知縣。